# Beneath the Surface (album de GZA)
Pour les articles homonymes, voir Beneath the Surface.
Albums de GZA
Liquid Swords
(1995) Legend of the Liquid Sword
(2002)
Singles
1. Breaker, Breaker
Sortie : 1999

Beneath the Surface est le troisième album studio de GZA (sous le nom GZA/Genius), sorti le 29 juin 1999.
L'album s'est classé 1er au Top R&B/Hip-Hop Albums et 9e au Billboard 200 et a été certifié disque d'or par la Recording Industry Association of America (RIAA) le 5 août 1999.

## Liste des titres
| No  | Titre                                                                  | Contient un (des) sample(s) de                    | Durée |
| --- | ---------------------------------------------------------------------- | ------------------------------------------------- | ----- |
| 1.  | Intro                                                                  |                                                   | 1:17  |
| 2.  | Amplified Sample                                                       |                                                   | 3:31  |
| 3.  | Beneath the Surface (featuring Killah Priest et RES)                   | Back to You de Jean Plum                          | 4:29  |
| 4.  | Skit #1                                                                |                                                   | 0:37  |
| 5.  | Skit #2                                                                |                                                   | 0:31  |
| 6.  | Crash Your Crew (featuring Ol' Dirty Bastard)                          | I Choose You de Willie Hutch                      | 3:08  |
| 7.  | Breaker, Breaker                                                       | Clan in Da Front du Wu-Tang Clan                  | 3:38  |
| 8.  | High Price, Small Reward (featuring Masta Killa)                       |                                                   | 1:43  |
| 9.  | Hip Hop Fury (featuring RZA, Hell Razah, Timbo King et Dreddy Krueger) |                                                   | 3:45  |
| 10. | Skit #3                                                                |                                                   | 0:47  |
| 11. | 1112 (featuring Masta Killa, Njeri et Killah Priest)                   |                                                   | 4:19  |
| 12. | Skit #4                                                                |                                                   | 0:45  |
| 13. | Victim (featuring Njeri et Joan Davis)                                 |                                                   | 4:05  |
| 14. | Publicity (Main Version)                                               | I (Who Have Nothing) de Terry Knight and the Pack | 2:38  |
| 15. | Feel Like an Enemy                                                     |                                                   | 3:12  |
| 16. | Stringplay (Like This, Like That) (featuring Method Man)               |                                                   | 3:18  |
| 17. | Mic Trippin                                                            |                                                   | 2:59  |
| 18. | Outro (featuring La the Darkman et Timbo King)                         |                                                   | 1:32  |